# All Night Long (альбом Ширли Хорн)
All Night Long — концертный альбом американской певицы и пианистки Ширли Хорн, выпущенный в 1981 году на датском лейбле SteepleChase Records. Продюсер записи — Нильс Винтер.
Альбом был записан во время выступлений певицы на фестивале North Sea Jazz Festival 10—12 июля 1981 года в Гаагае, Нидерланды. Аккомпанировали Хорн гитарист Чарльз Эйблс и барабанщик Билли Харт.

## Отзывы критиков
Кен Драйден из AllMusic отметил, что Ширли Хорн очаровывает аудиторию своей уютной игрой на фортепиано и низким, но заразительным вокалом.

## Список композиций
| №  | Название                           | Автор(ы)             | Длительность |
| -- | ---------------------------------- | -------------------- | ------------ |
| 1. | «You’d Be So Nice to Come Home To» | Коул Портер          | 3:35         |
| 2. | «Someone Like That in Your Life»   | Бак Хилл, Дейон      | 4:15         |
| 3. | «How Insensitive»                  | Антониу Карлос Жобин | 7:50         |
| 4. | «Good for Nothing Joe»             | Руб Блум, Тед Колер  | 5:35         |

| №                   | Название            | Автор(ы)                                 | Длительность |
| ------------------- | ------------------- | ---------------------------------------- | ------------ |
| 1.                  | «Git Rid of Monday» | Джимми Хит                               | 4:05         |
| 2.                  | «All Night Long»    | Кёртис Льюис                             | 7:50         |
| 3.                  | «If I Had You»      | Тед Шапиро, Джимми Кэмпбелл, Рэг Коллели | 4:50         |
| 4.                  | «Meditation»        | Антониу Карлос Жобин                     | 4:20         |
| Общая длительность: | Общая длительность: | Общая длительность:                      | 43:31        |

| №                   | Название                   | Автор(ы)                                  | Длительность |
| ------------------- | -------------------------- | ----------------------------------------- | ------------ |
| 9.                  | «When Your Lover Has Gone» | Эйнер Аарон Суон                          | 3:12         |
| 10.                 | «If Dreams Come True»      | Бенни Гудмен, Ирвинг Миллс, Эдгар Сэмпсон | 2:53         |
| Общая длительность: | Общая длительность:        | Общая длительность:                       | 49:36        |